# Liste der Baudenkmäler in Granterath
Die Liste der Baudenkmäler in Granterath enthält die denkmalgeschützten Bauwerke auf dem Gebiet der Stadt Erkelenz im Kreis Heinsberg in Nordrhein-Westfalen (Stand: Oktober 2011). Diese Baudenkmäler sind in der Denkmalliste der Stadt Erkelenz eingetragen; Grundlage für die Aufnahme ist das Denkmalschutzgesetz Nordrhein-Westfalen (DSchG NRW).

| Bild               | Bezeichnung        | Lage                                       | Beschreibung | Bauzeit | Eingetragen seit  | Denkmal- nummer |
| ------------------ | ------------------ | ------------------------------------------ | --- | ------- | ----------------- | --------------- |
| Wegekreuz von 1905 | Wegekreuz von 1905 | Granterath In Grantherath / Am Kreuz Karte | Kalkstein, Metallkorpus, am Sockel Tafel mit Inschrift. | 1905    | 30. November 1983 | 132             |
| Alte Schule        | Alte Schule        | Granterath In Granterath Karte             | Zweigeschossiger, axial aufgebauter Baukörper mit hoher seitlicher Treppenanlage, Verzierung des Daches durch kleines Querhaus in Berliner Bauweise in Ziegelputzmanier. | um 1800 | 23. Dezember 1985 | 310             |
| Wohnhaus           | Wohnhaus           | Granterath In Granterath 54 Karte          | 4-flügeliger Hof, Wohnhausfront in Backstein, 2-geschossig in 3 Achsen, wohl im 19. Jahrhundert erneuert, daneben die Toreinfahrt in Fachwerk, nur noch Tor Denkmal.     | 18. Jh. | 30. November 1983 | 134             |